# 荒地 (詩)
『荒地』（あれち、The Waste Land）は、T・S・エリオットの代表作である長編詩。
1922年『クライテリオン』創刊号に発表された。全5部からなり、「死者の埋葬」「チェスのゲーム」「火の祈り」「水のほとりの死」「雷の言ったこと」と題され、第一次世界大戦後の西洋の混乱を前衛的な表現で、古典文学からの引用をちりばめて綴った難解なものである。
「荒地」は死の国のことで、「April is the cruellest month,」という破格の一節がきわめて有名である。さらにセックスの荒廃と、その創造性とを描き、死と荒廃の支配と希望を描きつつ、いずれとも結論は示されない。ジェームズ・フレイザー『金枝篇』などに学んだ古代文化の死と復活の主題が織り込まれている。
日本でも大きな影響を与え、特に戦後の鮎川信夫らの詩誌『荒地』はこれをそのまま題としている。1938年に上田保が初めて日本語訳し、戦後は西脇順三郎の訳が広く読まれた。

## 日本語訳
- 上田保訳『エリオット詩集』（1938年）、のち思潮社ほか
- 西脇順三郎訳 『荒地』（1952年）、のち『西脇順三郎コレクションⅢ 翻訳詩集』（慶應義塾大学出版会）
- 吉田健一訳『現代世界文学全集 第26』（新潮社 1954年）、のち『エリオット選集』（彌生書房）
- 深瀬基寛訳『エリオット全集 1』（中央公論社 1960年、改訂版1971年）
  - 『荒地　文化の定義のための覚書』（中公文庫 2018年）
- 岩崎宗治訳 （岩波文庫 2010年）
- 滝沢博訳『荒地』（春風社 2019年）

## 上演作品
- パウル＝ハインツ・ディートリヒ Das Öde Land (2017年[2])